# Joaquín Espín y Pérez Colbran
Joaquín Espín y Pérez Colbran (Madrid, 1837 - ídem, 1879) fue un director de orquesta y compositor español.
Recibió las primeras lecciones musicales de su padre Joaquín Espín y Guillén (1812-1881), y en 1957 viajó a París para perfeccionar sus estudios, ingresando en ese Conservatorio por recomendación de su tío, el ilustre Rossini. En 1866 acompañó a su hermana Julia Espín y Pérez de Collbrand en Milán y luego actuó como director de orquesta en los principales teatros de España, Francia, Italia y Rusia, haciéndose siempre aplaudir por su acierto, seguridad y el relieve que sabía imprimir a las obras.
Entre sus composiciones cabe citar una gran sinfonía que se ejecutó con brillante éxito en el Teatro Real de Madrid.